# Emir Kusturica and the No Smoking Orchestra
Emir Kusturica & The No Smoking Orchestra, también conocida por su abreviatura TNSO, es una banda de rock alternativo originario de Serbia también con integrantes anteriormente de Bosnia y Herzegovina formada en los años 1980 por Nenad Janković (más conocido por Dr. Nelle o Nele Karajlić) con el nombre de Zabranjeno Pusenje (en serbocroata: «Prohibido Fumar»).
Siguiendo el movimiento cultural del «Nuevo primitivismo» (surgido tras la muerte de Tito, líder-patriarca de la Yugoslavia de posguerra), la banda se desarrolló como "techno-rock gitano", con mucha sátira a la política y a los musulmanes bosníacos, con lo cual tuvieron muchos problemas con religiosos y políticos. Para antes de los años 1990 el líder de la banda, Nele Karajlić, fue enviado a Belgrado un poco antes que estallara la guerra y es aquí donde forma la TNSO, por haber dejado su antigua banda.

## The No Smoking Orchestra
La TNSO es una especie de compresor de la tradición regional, procesadora de la influencia que ejerció en Yugoslavia la música árabe, hindú, rusa, griega, italiana. Comandado por su cantante, el Dr. Nele, el grupo pasó por humo, surrealismo y sarcasmo todos esos sonidos, los reforzó con una armadura tecno rock y definió su esqueleto de criatura de los Balcanes de entreguerra: quilombera, gritona, inspirada[cita requerida]. Al igual que los personajes filmográficos de su guitarrista, la TNSO no conoce el silencio, ni los términos medios. Ampulosa, pasional, siempre parece al borde de los precipicios musicales [cita requerida]. 
Emir Kusturica se unió al grupo por primera vez en 1986, como bajista, conociéndolos durante la filmación de su película "Recuerdas a Dolly Bell?". La banda grabaría cuatro discos antes de la separación: "Das ist Walter (este es Walter, tributo a la película "Valter Brani Sarajevo" de Hajrudin Krvavac), "Dok cekas sabah sa sejtanom" (esperando por el infierno con el diablo), "Pozdrav iz zemlje Safari" (Los mejores deseos de la tierra de los safaris) y "Male price o velikoj ljubavi" (Pequeña historia de un gran amor).Entretanto Kusta, como le dicen a Kusturica, se consagraría con "Tiempo de Gitanos" (1989), una historia de amor y (des)lealtades en torno de un clan de Zíngaros mafiosos que resume lo mejor de su estilo, poderosamente sensible y original.
Luego vendrían Sueño de Arizona, Underground (su toma de posición más explícita, y polémica por cierto, respecto de la tragedia yugoslava) donde el Dr. Nelle actúa como un gitano tocando acordeón sobre un tanque y Gato negro, Gato blanco, cuya banda sonora, realizada por primera vez por la TNSO, gana la Palma de Oro en Cannes por la mejor música, que venía de rearmarse en 1994 con la incorporación del batería Stribor Kusturica, hijo de Emir. Puede decirse que Gato negro, Gato Blanco incluye el primer hit internacional del grupo: ahí se ve a ese repugnante gitano mafioso, cocainómano y traidor, colocarse cada vez que estalla el estribillo de “Pitbull Terrier”, una explosión de sobrecarga anabólica de eso que sus autores bautizaron el sonido “Unza Unza”.
El Unza Unza mezcla punk, funk, ritmos gitanos, jazz y otros estilos que hacen a este estilo único y movido. Así el siguiente álbum es titulado "Unza Unza Time", con canciones basadas en Gato Negro, Gato Blanco como Pitbull Terrier (Pit Bull), Lubenica (Duj Sandle) o Gruss Gott Trauer (Bulgarian Dance) y canciones nuevas como Was Romeo Really a Jerk? o Prnavor además de la versión en Unza Unza del Kalasnikov de Goran Bregović: Drang Nach Osten.
El año 2001, después del lanzamiento de Unza Unza Time, Kusta lanza Super 8 Stories, un documental sobre la banda y sus integrantes. Para el año 2005, el violinista Dejan "El Juez", Nele y Kusturica componen las canciones para su nueva película "La Vida es un Milagro" y Kustu con su hijo Stribor, crean la ópera punk "Tiempo de Gitanos", presentándose en París y pronto en diversos lugares de Europa.

## Integrantes
- Dr. Nele Karajlić (Nenad Janković) - Voz, compositor, líder
- Emir Kusturica - Guitarra rítmica, exbajista, compositor
- Stribor Kusturica - Batería (hijo de Kusta)
- "Čeda, el Gurú" (Zoran Marjanović) - Percusiones (profesor de Sribor)
- "El juez" (Dejan "Leopold" Sparavalo) - Violín, compositor
- "La Cabeza" (Glava Markovski) - Bajo
- "Her Dralle Draugentaller" (Drazen Janković) - Teclados (hermano de Nele)
- Zoki Milošević - Acordeón
- "Blackbird" (Neša Petrović) - Saxofón
- "El papa" (Goran Popović) - Tuba
- Ivica Maksimović - Guitarra

## Discografía
- 1997: Ja nisam odavle
- 1998: Black Cat, White Cat
- 2000: Unza Unza Time
- 2004: Life is a miracle
- 2005: Live is a miracle in Buenos Aires (CD, DVD)
- 2007: Opera "Time of the Gypsies" (CD, DVD)
- 2007: The Wish
- 2018: Corps Diplomatique